# 杜蘭特 (佛羅里達州)
杜蘭特（英語：Durant）是位於美國佛羅里達州希爾斯波羅縣的一個非建制地區。該地的面積和人口皆未知。

## 地理
杜蘭特的座標為27°54′31″N 82°11′10″W / 27.90861°N 82.18611°W，而該地的平均海拔高度為13米（即43英尺）。